# جيربند (عشر ستاق)
جیربند (بالفارسية: جیربند) هي قرية تقع في إيران في قسم عشر ستاق الريفي. يقدر عدد سكانها بـ 128 نسمة .